# Diah Hadaning
Diha/Diah Hadaning (Jepara, Java Central, 4 de mayo de 1940-Yakarta, Indonesia, 1 de agosto de 2021) fue una escritora indonesia.

## Biografía
En 1960, se graduó en la escuela para trabajadores sociales y trabajó en Semarang como maestra para invidentes. Luego siguió cursos de periodismo (1988) y dramaturgia (1996) en Yakarta. En 1986-1998, trabajó de editora en el magacín cultural "Swadesi", y en 1998-1999 de editora del tabloide "Eksponen". Es una de los promotores de la Comunidad Literaria de Indonesia (1996). En 1997-2000, junto con Ray Sahetali dirigió el Teatro Oncor y en 2007 la Asociación de Escritoras de Indonesia. También es miembro del comité del Consejo de Arte de Yakarta.
Escribe poesía y prosa y se centra en la espirituaidad. Muchos de sus poemas se han traducido al ruso.

## Obra

### Poemarios
- “Kabut Abadi” (“Niebla eterna”), 1979 (con Putu Bava Samar Gantang).
- “Surat dari Kota” (“Carta desde la ciudad”), 1980.
- “Jalur-jalur Putih” (“Rayas blancas”), 1980.
- “Pilar-pilar” (“Pilares”), 1981 (con Puta Arya Tirtha Virya).
- “Kristal-kristal” (“Cristales”), 1982 (con Dunullah Reyes).
- “Nyanyian Granit-granit” (“Canciones de granito”), 1983.
- “Balada Sarinah” (“La balada de Sarinah”), 1985.
- “Sang Matahari” (“El sol”), 1986.
- “Nyanyian Sahabat” (“Canciones de una amistad”), 1986 (con Nur SM).
- “Nyanyian Waktu” (“Las canciones del tiempo”), 1987.
- “Balada Anak Manusia” (“Balada del niño humano”), 1988.
- “Di Antara Langkah-langkah” (“Entre los pasos”), 1993.
- “Dari Negeri Poci 2” (“Desde el país del té 2”). 1994.
- “Dari Negeri Poci 3” (“Desde el país del té 3”). 1996.
- “700 Puisi Pilihan. Perempuan yang Mencari” (“700 poemas escogidos. Una mujer que mira”), 2010.[4]
- “3 Di Hati” (“3 en el corazón”), 2010 (con Deknong Kemalawati, Dimas Arika Mihardja).

### Prosa
- “Musim Cinta Andreas” (“La estación de amor de Andrea”, novela), 1980.
- “Kembang yang Hilang” (“La flor que falta”, novela), 1980.
- “Denyut-denyut” (“Latido”, cuentos), 1984.
- “Senandung Rumah Ibu” (“Canciones de la casa materna”, cuentos), 1993.
- “Lukisan Matahari” (“Imágenes solares”, cuentos), 1993.

## Premios
- Gapena (1980).
- EBONI por su ayuda a la conservación forestal (1993).
- Centro Cultural Surakarta (2003).
- Rancage (2004).
- Inclusión en el libro de récords nacionales por la más extensa antología poética (2010).